# Herb Chabarowska

Herb Chabarowska

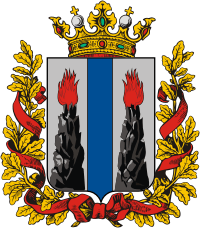
Herb obwodu nadmorskiego. Do 1912 r. używanego także przez Chabarowsk.

Herb Chabarowska (ros: Герб Хабаровска) – jeden z symboli miejskich Chabarowska, w obecnej postaci przyjęty oficjalnie przez radę miejską 13 sierpnia 1991 roku.

## Opis i symbolika
Francuska tarcza herbowa podzielona poziomo na trzy równe pola. Po prawej (lewej z punktu widzenia obserwatora) wspięty czarny niedźwiedź. Po lewej (prawej z punktu widzenia obserwatora) wspięty złoty tygrys. Ich języki i oczy w kolorze ciemnoczerwonym, zwrócone do siebie paszczami. Podtrzymują dawny herb Chabarowska z czasów Imperium Rosyjskiego. Pomiędzy nimi data 1858, rok założenia miasta. Podtrzymywany przez niedźwiedzia i tygrysa dawny herb Chabarowska to złota tarcza zwieńczona koroną basztową z trzema zwykłymi blankami. Podzielona na niebieską wstęgą na trzy pola: z dwoma płonącymi wzgórzami, polem pustym i poniżej nich czerwonym łososiem. 

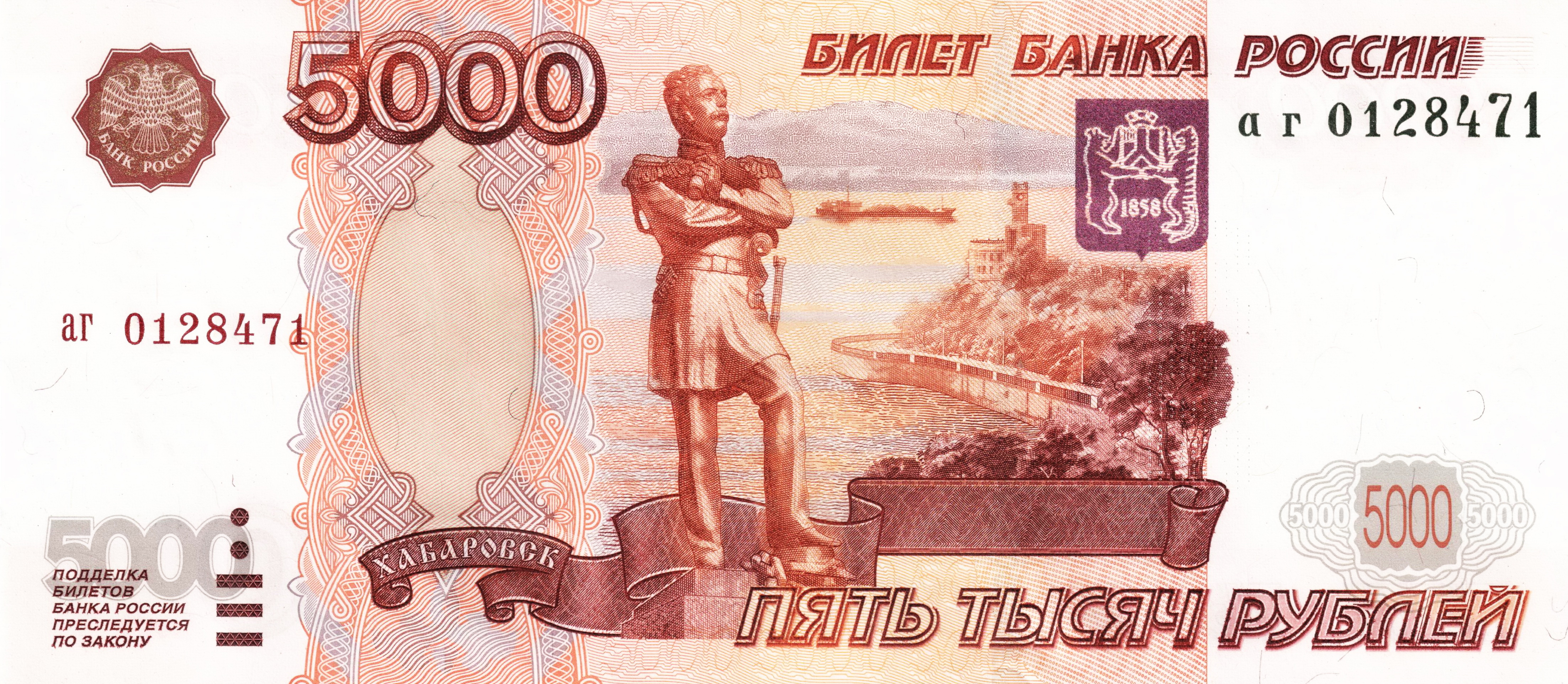
Banknot rublowy z m.in. herbem Chabarowska.

Kolory tarczy nawiązują do flagi rosyjskiej. Na wewnętrznym herbie błękitna wstęga jest symbolem rzeki Amur, nad którym położony jest Chabarowsk. Płonące wzgórza to nawiązanie do wulkanów jakie znajdują się na tych terenach. Łosoś występuje obficie w rzece Amur, a rybołówstwo było jednym z podstawowych źródeł dochodu mieszkańców tych ziem. Tygrys syberyjski i azjatycki występują na obszarze Kraju Chabarowskiego i są ważnymi symbolami w historii i kulturze tej krainy, stąd ich obecność w herbie. 

## Historia
Obecna wersja herbu jest trzecią z kolei używaną w mieście. Początkowo Chabarowsk nie posiadał własnego herbu. Będąc centrum administracyjnym imperialnego obwodu nadmorskiego używał herbu tego właśnie regionu. Była to srebrna francuska tarcza herbowa przedzielona błękitną wstęgą. Po prawej stronie i lewej stronie umieszczono dwie czarne góry z czerwonymi płomieniami. Całość ozdobiona koroną nawiązującą wyglądem do czasów sprzed powstania Imperium Rosyjskiego - miało to podkreślać wielosetletnie aspiracje Rosji do kontroli nad Azją. 1 lutego 1912 r. Chabarowsk uzyskuje pierwszy własny heraldyczny symbol miejski, który - jak już wspomniano - jest obecnie jednym z elementów aktualnie używanego herbu. 
Autorem herbu jest pochodzący z Chabarowska artysta, Siergiej Łoginow (Сергей Логинов). Opis i użycie herbu jest regulowane uchwałą Rady Miasta Chabarowska. Od 2006 r. na emitowanych przez Centralny Bank Rosji banknotach o wartości 5 tysięcy rubli jako jeden z elementów umieszczony jest herb Chabarowska. 